# Bentley Mark VI

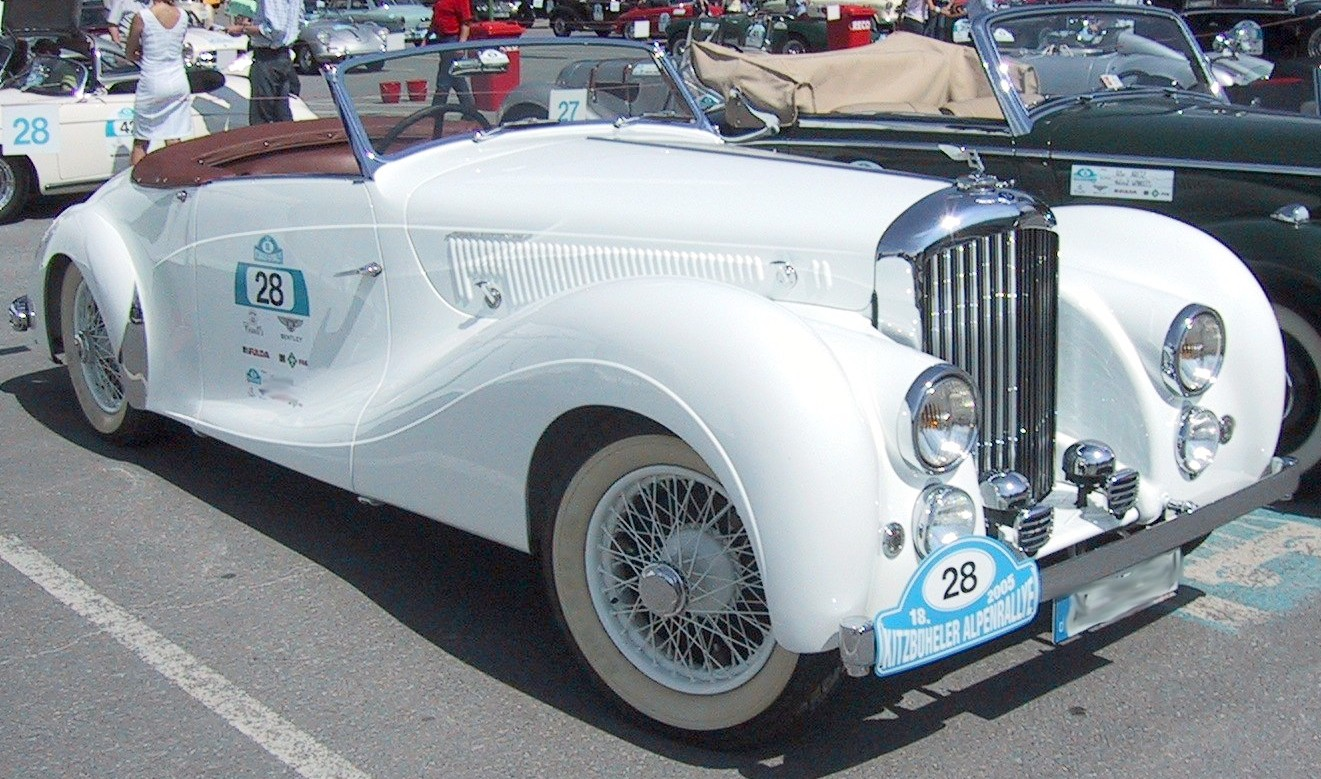
Bentley Mark VI Drophead

Bentley Mark VI − samochód osobowy produkcji firmy Bentley. Był to pierwszy model przedstawiony po II wojnie światowej.
Wyprodukowano 5 208 egzemplarzy tego modelu w różnych wersjach nadwoziowych. Jeden z tych egzemplarzy został wykonany na zamówienie francuskiego przemysłowca o nazwisku Gadol w 1947 r. Samochód został swoiście wyposażony: siedzenia, tapicerka drzwi, pokrycie deski rozdzielczej, oraz schowka za kanapą zostały wykonane ze skóry filipińskich żab. Pasażerowie tylnych siedzeń mieli do dyspozycji 2 zegary, barometr, kompas oraz wskaźnik pochyłości. Auto nie posiadało klamek, drzwi otwierało się za pomocą specjalnej, ukrytej pod chromową inkrustacją, dźwigni. Po kilku latach został on poddany kolejnym zabiegom ulepszającym w Wielkiej Brytanii, a następnie z powrotem odesłany do Franay.

## Dane techniczne
Ogólne:
- Model: 1947 Franay Cabriolet
- Lata produkcji: 1946 - 1952
- Cena w chwili rozpoczęcia produkcji :
- Liczba wyprodukowanych egzemplarzy : 1
- Masa własna: 1854 kg

Opony:
- Przód: 6.50  R 16
- Tył: 6.50  R 16

Osiągi:
- Prędkość maksymalna: +150 km/h
- Moc maksymalna:
- 0-100 km/h: 15,2 s

Napęd:
- Typ silnika: R6
- Pojemność: 4 566 cm3
- Napęd: tylna oś

Auto było kilkakrotnie  nagradzane w prestiżowych konkursach elegancji. W 2006 r. na aukcji Barrett-Jacksona w Palm Beach, samochód ten został wylicytowany za sumę 1 728 000 USD.